# 国際連合ハイチ支援団
国際連合ハイチ支援団（こくさいれんごうハイチしえんだん United Nations Support Mission in Haiti,UNSMIH）は、ハイチに展開した国際連合平和維持活動。1996年6月28日の国際連合安全保障理事会決議1063によって設立されたものである。国際連合ハイチ・ミッションの任務の一部を引き継ぎ、1994年の民政復帰を支援するために、ハイチ警察の再訓練を行うことを任務とする。

## 概要
ハイチでは1991年のクーデターにより、軍政となったが、これは国際社会の非難を浴びた。1994年にアメリカ軍を主力とする多国籍軍の介入により民政復帰が行われた。その後、治安維持および民政復帰支援のために国際連合ハイチ・ミッション(UNMIH)が展開された。
UNMIHは民政復帰が進んだことにより、任務を縮小し、国際連合ハイチ支援団(UNSMIH)に移行することとなった。UNSMIHは1996年6月28日の国際連合安全保障理事会決議1063号を基にしている。ハイチ警察再訓練のための安定した環境の確保および訓練の実施や経済制裁により壊滅した経済基盤の回復支援を行うことを主任務としている。また、一部地域の巡回警備も行っていた。これは新生ハイチ警察の能力が不足し、民主主義に適応したものと判断されなかったためである。UNSIHの規模は最大時で、軍事要員1,297名、文民警察官291名、その他に現地採用含む事務スタッフで構成された。
再訓練が進んだこともあり、1997年7月に国際連合ハイチ暫定ミッション(UNTMIH)へと改編・移行した。UNTMIHは引き続きハイチ警察の再編・再訓練を支援することを任務としている。